# Svenska Yle

Das Logo von Yleisradio.

Svenska Yle (schwedisch [ˌsvɛnskaˈylɛ] „schwedisches Yle“) ist eine Sparte der 1926 gegründeten öffentlich-rechtlichen Rundfunkanstalt Yleisradio (kurz Yle) in Finnland, die für die schwedischsprachigen Inhalte verantwortlich ist. Produziert wird in den Medien Fernsehen, Radio und Internet. Seit 2020 ist Johanna Törn-Mangs die Direktorin.

## Hintergrund und Inhalte

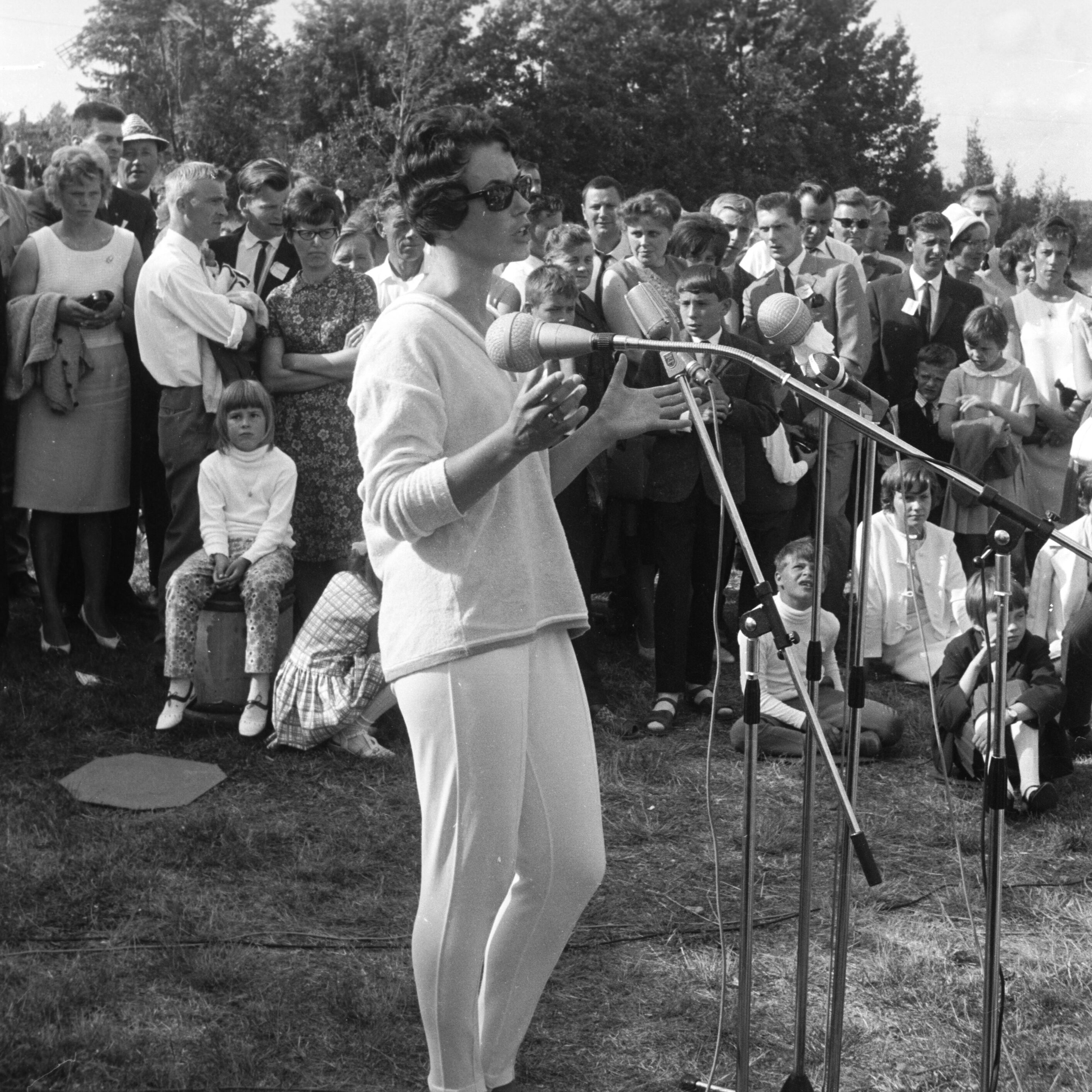
Der Auftritt der finnlandschwedischen Sängerin Barbara Helsingius auf dem Fischerfest in Kaskö (1966) wurde von Svenska Yle aufgezeichnet.

Finnland ist ein verfassungsgemäß zweisprachiges Land. Deshalb produziert der staatliche Rundfunk seit seiner Gründung Inhalte in den beiden Landessprachen Finnisch und Schwedisch (neben weiteren Sprachen).

### Kanäle
- Yle Fem – ist der Haupt-Fernsehkanal (seit 2017 zusammengelegt mit dem finnischsprachigen Yle Teema) von Svenska Yle mit einem finnlandschwedischen und nordischen Profil; gesendet wird ein Vollprogramm mit Nachrichten, Unterhaltung, Sport, Kindersendungen, Filmen und Serien; viele Programme werden mit finnischen Untertiteln ausgestrahlt.
- Yle X3M – ist ein Jugendradio mit Gesprächen zu aktuellen Themen, populärer Kultur sowie Nachrichten, Kinderprogrammen und Sportberichten. Die Musik setzt sich aus Pop, Rock und speziellen Richtungen zusammen.
- Yle Vega – ist ein Informations- und Kulturprogramm, richtet sich an eine breite Zielgruppe. Die Musik besteht aus Pop, Jazz und klassischer Musik.
- svenska.yle.fi –  ist Finnlands größtes schwedischsprachiges Webmedium, das im Februar 2014 von durchschnittlich 199.000 Besuchern pro Woche genutzt werde.[2]

Sowohl Yle Vega als auch svenska.yle.fi umfasst die fünf Regionalfenster mit Namen Huvudstadsregionen, Västnyland, Åboland, Österbotten und Östnyland und deckt damit das gesamte Svenskfinland (aber nicht Åland ab).
TV Finland, der eine Auswahl von Yles Sendungen in Schweden bereitstellt und sich vorwiegend an ein schwedenfinnisches Publikum richtet, sendet – neben vorwiegend finnischsprachigen Inhalten – auch schwedischsprachiges Material von Yle Fem.
Der 2006 eingestellte Kanal YLE Radio Finland sendete weltweit (über Kurz- und Mittelwelle) unter anderem auf Schwedisch.